# Ruuthska palatset

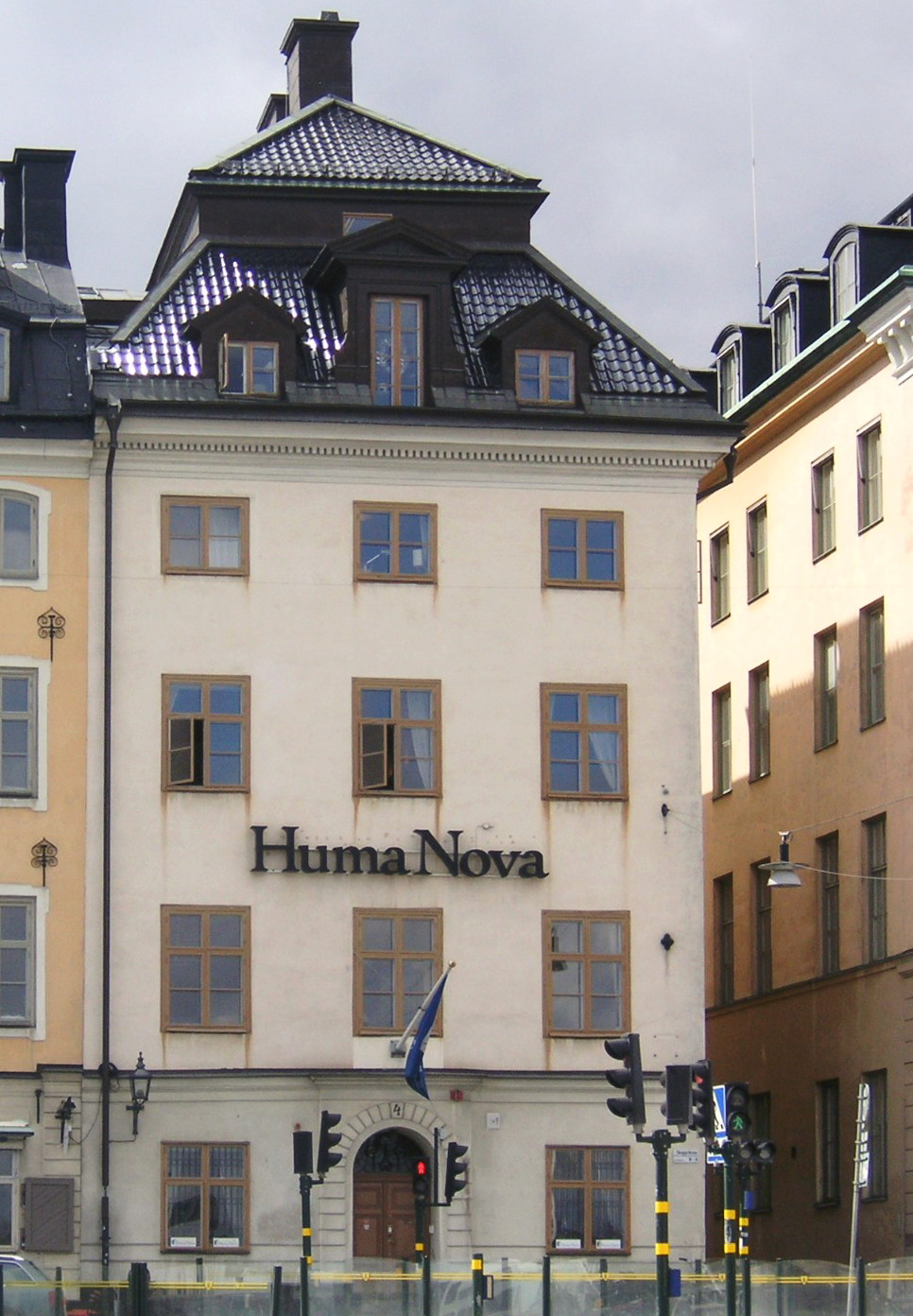
Ruuthska palatset i maj 2009

Ruuthska palatset är en byggnad i kvarteret Bootes vid Skeppsbron 4 i Stockholm.

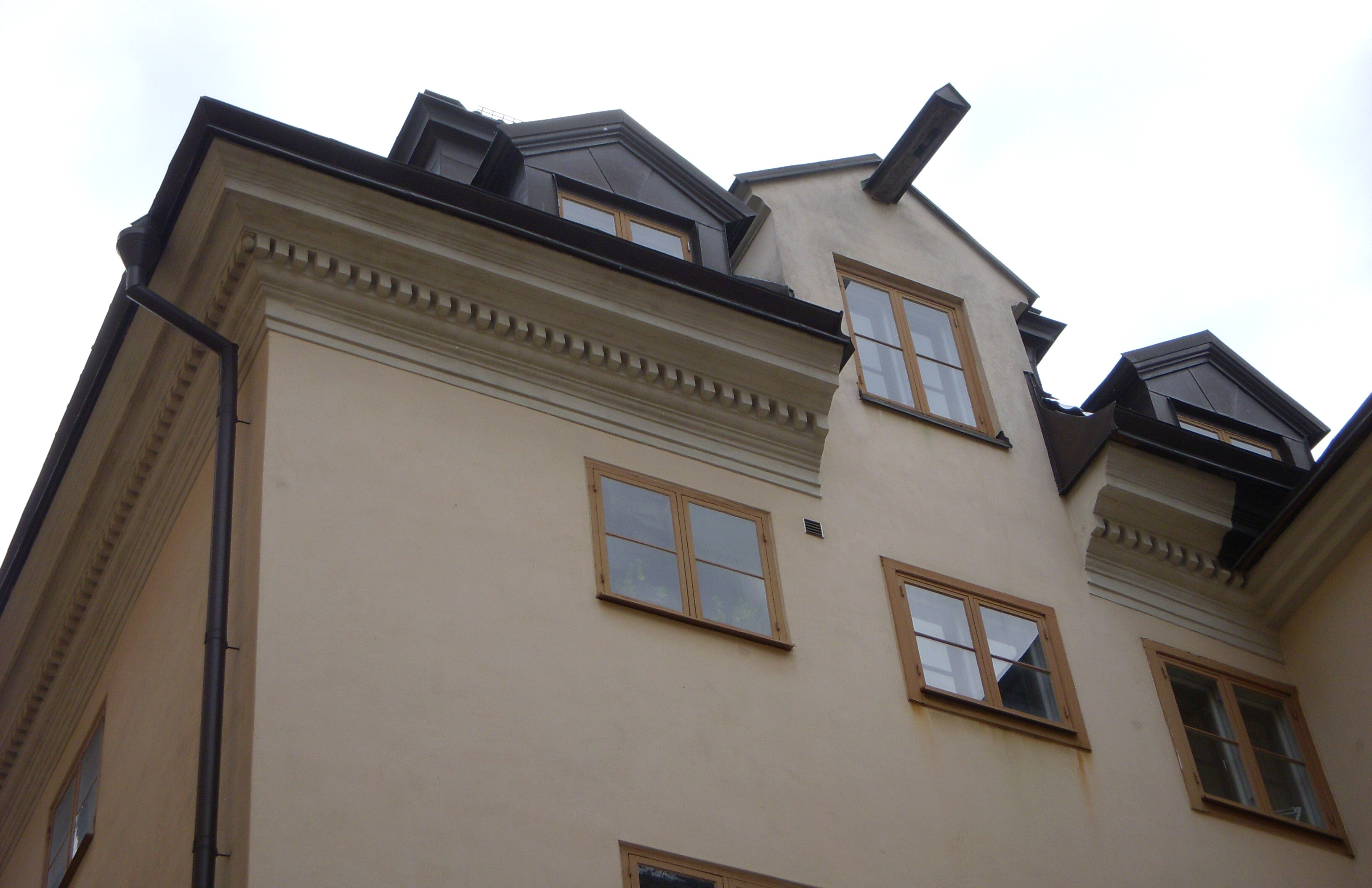
Gårdssidan

Huset uppfördes i mitten av 1600-talet av Israel Lagerfelt d.ä.. Han var vid tidpunkten för bygget vice president i kommerskollegiet och vice president i Åbo hovrätt.  Efter Israel Lagerfelts död år 1684 såldes fastigheten till kammarrådet Bartold Ruuth. Efter honom kallas byggnaden idag “Ruuthska palatset”.
Ruuthska palatset uppfördes som packhus som så många andra byggnader i Skeppsbroraden. Mot gårdssidan syns fortfarande lastbommen över takfönstret, även gatusidans höga, mittersta vindsfönster indikerar att det användes en gång i tiden för inlastning av varor. 
Byggnadens fasad mot Skeppsbron med text “Huma Nova” är tre fönsteraxlar bred och fyra våningar hög inklusive en lägre attikavåning. Taket är utformat som ett säteritak och täckt med glaserat svart taktegel. Fasadfärgen går i varmvit och bottenvåningen i ljusgrå. Huset har ombyggts på 1700- och 1800-talen, en grundförstärkning genomfördes 1973.
Idag (2009) har bland annat Huma Nova sina lokaler i huset.